# Stanley Turrentine
Stanley Turrentine (teljes nevén: Stanley William Turrentine) (Pittsburgh, 1934. április 5. – New York, 2000. szeptember 12.) amerikai tenorszaxofonos.

## Pályakép
Zenész családba született. Apja Al Cooper együttesében szaxofonozott, édesanyja zongorázott, a bátyja trombitált. Ő maga blues és R&B együttesekben kezdfett muzsikálni. Lowell Fulson, Earl Bostic és Max Roach, Illinois Jacquet zenekaraiban játszott.
Az 1970-es években a fúziós zenét művelte olyan zenészekkel, mint Milt Jackson, Bob James, Richard Tee, Idris Muhammad, Ron Carter, Eric Gale.
Az 1980-as, -90-es években soul zenét játszott.

## Lemezek
válogatás:
- 1960: Stan "The Man" Turrentine - Bainbridge
- 1960: Common Touch
- 1960: Look Out
- 1960: Blue Hour
- 1961: Up at Minton’s
- 1961: Comin´ Your Way
- 1961: Z. T.’s Blues
- 1962: That’s Where It’s At
- 1962: Jubilee Shout
- 1963: Never Let Me Go
- 1963: The Man
- 1964: Hustlin’
- 1964: Stanley Turrentine
- 1964: In Memory Of
- 1964: Mr. Natural
- 1964: Let It Go
- 1965: Joyride
- 1965: Tiger Tail
- 1966: Easy Walker
- 1966: Let It Go
- 1966: Rough ’n’ Trouble
- 1966: The Spoiler
- 1967: New Time Shuffle
- 1968: Ain’t No Way
- 1968: Common Touch
- 1968: Look of Love
- 1968: Always Something There
- 1969: Ain’t No Way
- 1984: Straight Ahead, Ballads
- 1984: The Best of Stanley Turrentine – The Blue Note Years (Kompilation, 1960–1984)
- 1986: Wonderland
- 1970: Sugar
- 1971: Salt Song
- 1971: Sugar
- 1971: The Sugar Man
- 1971: Salt Song
- 1972: Cherry
- 1973: Don’t Mess with Mister T.
- 1973: Freddie Hubbard/Stanley Turrentine in Concert Volume One
- 1973: In Concert Volume Two
- 1974: Pieces of Dreams
- 1975: In the Pocket
- 1975: Have You Ever Seen the Rain?
- 1976: Everybody Come on Out
- 1976: Man with the Sad Face
- 1977: Nightwings
- 1977: West Side Highway
- 1977: Love’s Finally Found Me
- 1978: What About You!
- 1979: Soothsayer
- 1979: Betcha
- 1980: Inflation
- 1980: Use the Stairs
- 1981: Tender Togetherness
- 1983: Home Again
- 1984: Straight Ahead
- 1986: Wonderland
- 1987: The Baddest Turrentine
- 1989: La Place
- 1990: Introducing the 3 Sounds
- 1992: More Than a Mood
- 1993: If I Could
- 1995: Three of a Kind Meet Mr. T
- 1995: Live at Minton’s
- 1995: T Time
- 1995: Time
- 1999: Do You Have Any Sugar?
- 2002: Deuces Wild
- 2003: Look Out